# Мэдден, Оуни
Оуни Мэдден (18 декабря 1891 года — 24 апреля 1965 года) — в прошлом один из самых влиятельных гангстеров Нью-Йорка.

## Биография
Оуни Мэдден был наполовину англичанином, наполовину ирландцем. Вырос в ирландском рабочем районе Адская кухня в Манхэттене. Вступил в банду Гоферы (Суслики), одну из крупнейших в Нью-Йорке, насчитывавшей до 500 участников.
К 17 годам он убил двух человек, за что получил прозвище «Киллер». В арендуемой им квартире банда устраивала вечеринки, не давая спать соседям. Один раз прибывший по вызову полицейский попытался войти в дом и пьяный Мэдден застрелил его. Прибывшee подкрепление взяло дом штурмом, жестоко избив всех присутствовавших. Гоферы пожаловались мэру города, и тот запретил полиции использовать дубинки иначе как для самообороны.
Когда банда Гоферов развалилась на три части, Мэдден возглавил одну из фракций. Его арестовывали более 50 раз, но снова и снова благодаря политическим связям и «неожиданному» исчезновению свидетелей он выходил на свободу.